# Тигирекский заповедник
Тигире́кский заповедник был образован 4 декабря 1999 года; это один из самых молодых заповедников России. Он расположен в юго-западной части Алтайского края, включает в себя три участка: Ханхаринский, Тигирекский (Краснощёковский район) и Белорецкий (Змеиногорский и Третьяковский районы). Входит в состав Ассоциации заповедников и национальных парков Алтай-Саянского экорегиона.
Цель создания состоит в сохранении биологического и ландшафтного разнообразия территории Северо-Западного Алтая — своеобразного региона Алтае-Саянской горной области. Особую ценность в заповеднике представляют такие растительные сообщества, как черневая тайга и лесостепь.

## География
Территория занимает водораздел между правыми притоками реки Чарыш и верховьями истоков реки Алей. Площадь заповедника 41 505 га, с охранной зоной площадью 26 257 га.
Заповедник состоит из трёх участков:
- Белорецкий — верховья реки Белой;
- Тигирекский — прилегающий с юга к посёлку Тигирек;
- Ханхаринский — верховья реки Большая Ханхара[4].

Рельеф
Рельеф заповедника низко-среднегорный с преобладанием куполообразных вершин. Абсолютные высоты достигают 2015 м над уровнем моря (гора Чёрная). Рельеф среднегорный с куполообразными вершинами. Абсолютные высоты лежат в пределах 300—2000 метров над уровнем моря. Средние высоты 800—1500 м. Господствующие вершины представлены наивысшими точками: гора Чёрная (2013 м над у. м.) и гора Разработная (1962 м над у. м.). В наиболее высоких точках — в юго-восточной части территории — изрезанные карами склоны образуют крутобокие пирамидальные вершины и формируют альпийский тип рельефа. Здесь сочетаются участки горной тундры, красочных альпийских и субальпийских лугов.
Речная сеть
Речная сеть территории заповедника — густая и разветвлённая. Основная часть территории находится в западной части Тигирецкого хребта и служит водоразделом верхней трети бассейна реки Белой и бассейна реки Иня. Справа в Белую впадают Иркутка, Большая Берложья, Крахалиха, а слева — река Стрижанка. На юго-западе берут начало реки Глубокая, Чесноков и Восточный Алей, Большая Черепаниха. Все они относятся к водной системе Алея.
Климат
Климат заповедника резко континентальный с жарким летом и холодной зимой. Средняя температура января колеблется в пределах от −12 до −16 °С, июля — от +16 до +18 °С. В январе температура может опускаться до −49, −52 ºС (абсолютный минимум), абсолютный максимум июля составляет +33…+38 ºС. Значительная относительная влажность (от 600 до 800 мм осадков в год) повышается летом и составляет 70—90 %.

## Флора
Особенности растительного покрова заповедника определяются его географическим положением, неоднородностью климата и многообразием экологических условий. Основным фоном растительности является черневая тайга, которая представляет собой древнюю формацию термофильного реликтового гумидного климата Западно-Сибирской низменности.
На территории заповедника найдены третичные (правильнее — неогеновые) реликты сосудистых растений, такие как осмориза остистая, копытень обыкновенный, волчеягодник, колокольчик широколистный. Флора включает большое число лекарственных, кормовых, медоносных, декоративных растений. К лекарственным относятся родиола розовая (золотой корень), рапонтикум сафлоровидный (маралий корень), бадан толстолистный и другие растения. Среди пищевых наиболее известны щавель шпинатный, черника, калина обыкновенная, шиповник колючий, спаржа обыкновенная.
Всего на территории заповедника произрастает 34 вида растений, 12 видов лишайников и 2 вида грибов, занесённых в Красные книги регионального и федерального уровня, в том числе ковыль перистый, стеллеропсис алтайский, пион степной, кандык сибирский и др.

## Фауна
Фауна заповедника представлена, в первую очередь, такими крупными животными, как бурый медведь, марал, косуля, лось. Повсеместно распространены соболь, колонок, горностай, белка, бурундук, заяц-беляк. Реже встречаются рысь, ласка, росомаха, солонгой, немногочисленна кабарга. 
На территории заповедника обитает множество видов птиц. Самыми характерными лесными птицами являются рябчик, тетерев, длиннохвостая неясыть, мохноногий сыч, кедровка, изредка встречается глухарь. 
На территории заповедника встречается 38 редких и исчезающих видов животных, в том числе 14 видов зверей, 16 видов птиц, 1 вид рыб, 7 видов насекомых, 1 вид из класса паукообразных, включённых в национальную и региональную Красные книги. Сотрудники Тигирекского заповедника в Алтайском крае обнаружили три вида ранее не встречавшихся здесь птиц. Это зеленушка, большой сорокопут и малый черноголовый дубонос. В пресс-центре заповедника подчеркнули, что малый дубонос впервые отмечен не только на территории Алтая, но и, возможно, в Западной Сибири.

## Экологический туризм
Государственный природный заповедник «Тигирекский» создан на территории Тигирецкого хребта в конце 90-х годов XX в. в соответствии с постановлением Правительства РФ от 4 декабря 1999 г. № 1342 «Об учреждении в Алтайском крае государственного природного заповедника "Тигирекский" Государственного комитета Российской Федерации по охране окружающей среды» с целью сохранения биоразнообразия типичной черневой тайги и природных комплексов среднегорий Западного Алтая.
С 2011 года в заповеднике действует экологическая тропа «Большой Тигирек» протяжённостью 70 км; время прохождения — 4 дня. Решение о дальнейшей разработке экотропы было принято в декабре упомянутого года.
Помимо прохождения экологического маршрута, возможно проведение экскурсий по соответствующим маршрутам, посещение памятников природы регионального значения и уникальных объектов, расположенных на территории Тигирекского заповедника, при условии соблюдения правил посещения.
В 2015 году в рамках молодёжного проекта Русского географического общества было проведено исследование «Оценка ботанического разнообразия Западного Алтая для мониторинга и сохранения уникальных горных экосистем». Молодые ученые выполнили ряд исследований, полевых работ, проанализировали спутниковые снимки. На базе полученных данных были созданы новые крупномасштабные карты, содержащие актуальную информацию о растительности на территории ключевых участков заповедника. В дальнейшем всё это станет основой при разработке экологических троп и других проектов на землях «Тигирекского».

## Памятники природы
На территории охранной зоны заповедника расположено 6 памятников природы регионального значения, посещение которых возможно только после согласования с дирекцией.
- Разрез силура Тигирек. Один из лучших разрезов чагырской и куимовской свит, позволяющий детально проследить условия силурийского осадконакопления.
- Семипещерная гора. Сложенная верхнесилурийскими органогенными известняками живописная скала, содержащая несколько пещер, среди которых наиболее популярны пещеры Струна и Мрачная.
- Пещера Логово Гиены. Небольшая карстовая полость в верхнесилурийских известняках, ставшая известной благодаря находкам окаменелостей плейстоценовой фауны. В их числе фоссилии лошади, кулана, бизона, яка, сибирского горного козла, архара, благородного оленя, шерстистого носорога, пещерной гиены. Гиены использовали пещеру не только в качестве убежища, но и для выведения потомства. В 2006 году здесь был обнаружен зуб (премоляр) палеолитического человека вида Homo sapiens, затащенный гиенами под своды пещеры около 34—34,5 тыс. лет назад[18].
- Страшна́я пещера. Карстовая полость, заложенная в известняках чагырской свиты нижнего силура. В пещере найдены останки людей неизвестного вида, относящиеся к периоду 35—50 тыс. л. н., и зубы человека современного типа, обитавшего в пещере во времена верхнего палеолита (19150 ± 80 лет назад[19])[20], а также остатки плейстоценовой и голоценовой фаун позвоночных, всего около 40 видов.
- Пещера Ящур. Пещера карстового происхождения длиной 210 м, глубиной 35 м, максимальная ширина — 24 м. Имеет три входа, два из которых представляют собой широкие провалы. В нижней части пещеры развиты известковые натечные образования.
- Страшно́й лог. Типичный пример полного комплекса карстовых форм и явлений. Памятник природы представляет собой большой карстовый каньон с пещерами в скалистых берегах. В Страшном логу находится пещера Древняя — памятник археологии Алтайского края. Ручей Страшно́го лога течёт на всём его протяжении, часто теряясь под землей в карстовых воронках, часть из которых являются входами в ещё не изученные пещеры.

## Исторические объекты
Объекты горнорудного дела
- Разработная гора. Исторический объект. Гора разрабатывалась в 1842 г. как месторождение аквамарина (хорошо видна берилловая жила), а также розового кварца и других полудрагоценных и поделочных камней.
- Белорецкий рудник. Исторический объект. Представляет собой две законсервированные штольни с остатками горного оборудования, для добычи и первичного обогащения вольфрамовой руды, с отвалами кварцевого песка.

Колывано-Кузнецкая оборонительная линия
- Тигерекский форпост (расположен в пос. Тигирек). Памятник военно-инженерного искусства, относящийся к Колывано-Кузнецкой укреплённой линии XVIII в.
- Белорецкий редут. Местонахождение Белорецкого редута (сторожевого укрепления XVIII в.) определяется по остаткам вала и рва, расположенным в Чарышском районе Алтайского края в 500 метрах от кордона Белорецк (ранее здесь был поселок Белорецкий), на левом берегу реки Белой.